# Subi-myeon
Subi-myeon (koreanska:수비면) är en socken i kommunen Yeongyang-gun i provinsen Norra Gyeongsang i den östra delen av
Sydkorea, 220 km sydost om huvudstaden Seoul.